# Пикелка
Пике́лка (Пикетка; бел. Піке́лка, Пікетка) — река в Мостовском и Гродненском районах Гродненской области Белоруссии. Правый приток реки Свислочь, притока Немана.
Река Пикелка начинается около деревни Хомичи в Мостовском районе и впадает в Свислочь к юго-западу от деревни Заневичи в Гродненском районе.
Длина реки составляет 13 км, из которых 5 км приходится на Мостовский район и 8 км — на Гродненский. Площадь водосбора — 79 км². Средний наклон водной поверхности — 0,9 м/км.
Русло канализовано на протяжении 9 км: от истока и приблизительно до деревни Каленики Гродненского района. Река принимает сток из мелиорационных каналов.